# Ореховая роща (парк, Анапа)
Оре́ховая ро́ща (реже — Античный парк) — парк отдыха в Анапе, находящийся на перекрёстке улиц В. Маяковского и И. Голубца.

## История
После войны на месте рощи была лишь выжженная земля. Зеленстрой и местные жители начали активную засадку парка ореховыми деревьями разных видов, которые здесь хорошо прижились, но старые деревья падали, дорожки были узкими и заросшими. В 2000-х годах было принято решение облагородить парк, из плитки были выложены дорожки, подстрижены газоны, посажены новые деревья. В связи с реконструкцией парка, Центральная набережная была продлена на километр, был оборудован спуск к Чёрному морю.

## Описание
Роща на Высоком берегу Анапы, в которой расположились не только разные виды ореха, но и сосны, различные виды роз. Роща открывается в 6:00. На узких дорожках и аллеях установлены скамейки и фонари, так, что в роще можно ходить даже вечером, но график работы не позволит гулять по аллеям Ореховой роще позже 22 часов. В роще обитают много голубей, которых подкармливают посетители парка. В парке почти 900 хвойных и 1400 лиственных растений, 450 кустарников, украшением рощи стал розарий. В центре рощи расположился танцующий фонтан.